# Comuna Fîntînița, Drochia
Comuna Fîntînița este o comună din raionul Drochia, Republica Moldova. Este formată din satele Fîntînița (sat-reședință) și Ghizdita (loc. st. c. f.).

## Demografie
Conform datelor recensământului din 2014, comuna are o populație de 1.186 de locuitori. La recensământul din 2004 erau 1.405 locuitori.

## Administrație și politică
Componența Consiliului local Fîntînița (9 consilieri), ales la 5 noiembrie 2023, este următoarea:
|  | Partid                                        | Consilieri | Componență | Componență | Componență | Componență |
|  | --------------------------------------------- | ---------- | ---------- | ---------- | ---------- | ---------- |
|  | Partidul Socialiștilor din Republica Moldova  | 4          |            |            |            |            |
|  | Partidul Dezvoltării și Consolidării Moldovei | 3          |            |            |            |            |
|  | Partidul Acțiune și Solidaritate              | 1          |            |            |            |            |
|  | Partidul „Renaștere”                          | 1          |            |            |            |            |

## Personalități născute aici
- Eugenia David (n. 1933), traducătoare, publicistă.